# Ceresole Alba
Ceresole Alba é uma comuna italiana  da região do Piemonte, província de Cuneo e foi fundada no ano 1041. A comuna é conhecida como a “Porta do Roero e a Terra da tench e viveiros”.
Estende-se por uma área de 37,05 km², tendo uma densidade populacional de 56,36 hab./km2. A comuna está localizada ao 40 quilômetros sudeste de Turim.  Os habitantes de Ceresole tem um padroeiro, São João Batista, o qual comemoram na Segunda-feira a seguir ao primeiro Domingo de Setembro.

## História
As primeiras evidências de humanos na área remontam a pré-história; há apenas algumas menções geográficas que datam da era romana.
Ceresole entra na história em 1041, confirmada pelo imperador Enrico III ao bispo de Asti. A área pertencia inicialmente á abadia de Casanova, mais em 1200 o bispo deu o feudo  aos De Montaldo e aos De Anterixio, os quais, após alguns anos, começaram a vender as suas terras por causa dos seus débitos. Ao final do século, depois de um período de transição nas mãos do Marquês de Ceva, o feudo foi dado aos Biandrante.
Os Roero, dos quais deriva o nome atual da área, entram em Ceresole já em 1374, mais Filippo, progenitor do ramo dos Roero de Ceresole, recebe o feudo só no ano 1468.

### ABatalha de Ceresole
A batalha de Ceresole foi um conflito travado em 11 de Abril (durante a Guerra Italiana, 1542-46) entre o exército francês sob o comando de François de Bourbon, conde de Enghien, e uma coligação dos exércitos da Espanha e do Sacro Império Romano cujo comandante era Alfonso d'Avalos d'Aquino, marquês do Vasto.
Os franceses derrotaram a coligação mais, apesar do grande número de vítimas sofrido pelo exército imperial, depois eles não conseguiram de explorar a vitória tomando Milão.
A batalha de Ceresole foi uma das poucas batalhas campais da segunda metade das guerras italianas.

### A Massacre de Ceresole
Em 1944 Ceresole tinha um grupo da resistência muito ativo; no dia 21 de Julho do mesmo ano uma tropa de 350 nazistas marcha sobre Ceresole. Ao amanhecer, perto da “Cascina Novarino”, os nazistas capturam aos proprietários, Giovanni Novarino, e Florindo Pettinati. Pouco depois, no caminho para Ceresole, eles capturam a Ruggero Degno, Vincenzo Molina, Giuseppe Lusso, Michele Dassano, Gianfermo Burzio, Gregorio Ferrero e Tommaso Marocco, todos entre os 18 e os 24 anos.
No dia seguinte, nove de cada dez são enforcados publicamente; o último homem Giuseppe Lusso, o qual deveria ser executado noutro lugar, é finalmente libertado.

## Geografia e Demografia
A comuna localiza-se ao norte da província de Cuneo, e faz parte dos limites geográficos da região do Roero. A cidade maior mais próxima é Turim. A fronteira com França está a só 122 quilómetros aproximadamente. Algumas cidades vizinhas são Sommariva del Bosco (4,5 km), Sanfrè (5,8 km), Caramagna Piemonte (6,8 km), Baldissero d'Alba (8,0 km) e Sommariva Perno (8,6 Kr).
Ceresole tem 2.149 habitantes sobre 56,36 km².
| Variação demográfica do município entre 1861 e 2011                               |
|                                                                                   |
| Fonte: Istituto Nazionale di Statistica (ISTAT) - Elaboração gráfica da Wikipedia |

## Cultura e gastronomia

### Gastronomia

#### Tench
O país inteiro que até umas décadas atrás ostentava de uma reputação bem estabelecida no campo da gastronomia, baseada seus deliciosos menus particularmente na preparação de pratos com “tench”. Este peixe representava um dos pratos especiais da gastronomia italiana. Encontrava-se nos restaurantes mais famosos do país. Eles são criados em lagoas artificiais, e os mas conhecidos ainda são os tench Ceresole, que são conhecidos pelo sabor peculiar de terra na sua carne. A produção é muito pequena, quase 60 toneladas o que comparado com as 50.000 toneladas de trutas que são criados na Itália é uma quantidade irrisória. Na área de Pianalto entre Poirino e Ceresole há só pouco mais de 100 lagos que ainda manteve-se no negocio. Embora o valor comercial deste peixe nativo é alto, a criação do tench está em crise. A agricultura e a pecuária foram abandonados na década dos 60. A presidência firmou uma parceria com o Departamento de Zootécnica da Universidade de Turim para oferecer assistência aos agricultores de tench.

### O Castelo
O feudo de Ceresole foi adquirido pela família Roero em 1374.  O castelo tem sérios danos causados durante os combates que terminariam na batalha de Ceresole. Naqueles dias, o castelo foi cercado por um fosso e protegido do lado da praça da cidade por um ponte levadiça e um revelim. Os lados norte e leste do edifício são as partes mais antigas dele e mostram vestígios das muitas alterações que foram introduzidas ao longo dos anos.

### Igrejas
A comuna tem algumas igrejas e santuários que são parte essencial de uma visita:
A Freguesia São João Batista: Data do século XV: Foi destruída durante a famosa batalha em 1544 entre os franceses e os imperiais, só salvou-se a torre campanário. Foi reconstruído no seu atual estilo barroco entre os anos 1715 e 1723.
Igreja de Nossa Senhora da Boa Hora: Foi erguida como um voto a Roero Percivalle no séc. XIV. Esta capela ainda está na planície da comuna, nos anos 1500 ela testemunhou uma vida intensa na comuna.
Santuário de Nossa Senhora da Rosa (Séc. XVI): O significado do
santuário para cada habitante de Ceresole é muito pessoal e tem um conjunto de emoções e sentimentos que ninguém pode colocar por escrito.
Igreja do Disciplinado do San Bernardino: A igreja dedicada a Santa Maria ficava na pequena praça em frente do castelo, onde o “Disciplinati ou Battuti Bianchi” tinham seu próprio oratório. O oratório foi destruído quando a insegura igreja de Santa Maria foi demolida. O Disciplinati  construiu a atual igreja no ano 1755 e foi dedicada ao San Bernardino. O estilo é barroco e tem uma fachada muito ostentadora.

### Monumento aos caídos
Guerra da liberação, para não esquecer.